# Allobates caribe
Allobates caribe (synoniem: Colostethus caribe) is een kikkersoort uit de familie van de Aromobatidae. De wetenschappelijke naam van de soort is voor het eerst geldig gepubliceerd in 2006 door César Luis Barrio-Amorós, Gilson Rivas Fuenmayor en Hinrich Kaiser.
De soort is alleen bekend op de zuidelijke helling van de Cerro El Humo in de staat Sucre in Venezuela. Allobates caribe is waarschijnlijk een bodembewoner en bewoont nevelwoud. Individuen werden gevonden bij de ingang van een gat aan de rand van een pad in het nevelwoud en in een droge rivierbedding, samen met jonge exemplaren van de soort Strabomantis biporcatus.